# Hexatoma ceroxantha
Hexatoma ceroxantha är en tvåvingeart som beskrevs av Alexander 1971. Hexatoma ceroxantha ingår i släktet Hexatoma och familjen småharkrankar. Inga underarter finns listade i Catalogue of Life.